# Medal Ignacego Mościckiego
Medal Ignacego Mościckiego – medal przyznawany od 2000 roku przez Polskie Towarzystwo Chemiczne (PTChem) za wybitne osiągnięcia z zakresu technologii chemicznej.
Okrągły medal odlany jest w brązie. Na awersie umieszczono portret Ignacego Mościckiego i daty jego urodzin oraz śmierci. Na rewersie umieszczony jest napis Polskie Towarzystwo Chemiczne, stylizowane logo PTChem, rok oraz nazwisko osoby, której przyznano medal. Oprócz medalu wręczany jest dyplom okolicznościowy.

## Lista nagrodzonych
Źródło: 
- 2000 – Stanisław Ciborowski
- 2001 – Marian Taniewski
- 2002 – Józef Obłój
- 2003 – Kazimierz Kałucki
- 2004 – Edward Grzywa
- 2007 – Henryk Górecki
- 2010 – Zbigniew Florjańczyk
- 2011 – Jacek Kijeński
- 2013 – Juliusz Pernak
- 2015 – Janusz Rachoń
- 2016 – Kazimierz Darowicki
- 2018 – Cezary Możeński
- 2019 – Roman Dziembaj
- 2020 – Antoni W. Morawski[4]